# Sankt Michael im Lungau
Sankt Michael im Lungau är en köpingskommun i distriktet Tamsweg i förbundslandet Salzburg i Österrike. Kommunen har 3 573 invånare (2024) och består av fem orter (Ortschaften) (inom parentes invånarantal 1 januari 2024):
- Höf (264)
- Oberweißburg (299)
- Sankt Martin (610)
- Sankt Michael im Lungau (2 187)
- Unterweißburg (213)